# Ala Szerman
Ala Szerman (n. 1949) es una empresaria rusa naturalizada brasileña, pionera en promover actividades físicas para la televisión del país, en el programa TV Mulher, de la Rede Globo (al lado de Marília Gabriela, Ney Gonçalves Dias, Marta Suplicy y Clodovil Hernandes). 
Es una profesora de educación física y con una carrera volcada a la belleza, creando conceptos de tratamientos de belleza y de estética, más salud, consagrándose como una de las profesionales más experimentadas y competentes.
Ala Szerman es rusa, y se naturalizó brasileña.

Algunas personas llegan a perder peso, pero traen libras de chocolate

El placer de vivir se refleja en el rostro
Ala Szerman

## Honores
- Cámara Municipal de São Paulo, la nombró “Ciudadana Paulistana” y premiándola con la “Medalha Padre Anchieta”[3]